# 谷野美穂
谷野 美穂（たにの みほ）は、日本のアニメーター、キャラクターデザイナー。テレコム・アニメーションフィルム所属。

## 来歴
高校生のころ偶然視聴していた『明日のナージャ』の演出に感銘を受け、アニメ業界を志した。
兵庫県立明石高等学校を経て東京芸術大学美術学部を卒業後、テレコム・アニメーションフィルムに入社。

## 人物
キャラクターデザインおよび総作画監督を務めた『ブルーサーマル』での制作インタビューでは、キャラクターをデザインする際は原作を読み込むのみではなく、他のイラストレーターの作品や実写作品などの流行も考慮するように心がけていると語っている。

## 参加作品

### テレビアニメ
2014年
- 戦国BASARA Judge End（作画監督）

2016年
- ファンタシースターオンライン2 ジ アニメーション（総作画監督・作画監督）
- orange（作画監督）

2017年
- チェインクロニクル 〜ヘクセイタスの閃〜（作画監督）

2018年
- つくもがみ貸します（キャラクターデザイン・総作画監督・作画監督）

2020年
- 神之塔 -Tower of God-（キャラクターデザイン・総作画監督・作画監督）

2021年
- イジらないで、長瀞さん（作画監督）

2024年
- アオのハコ（キャラクターデザイン・総作画監督・OP総作画監督・OP作画監督・OP原画・ED総作画監督・ED作画監督）
- 神之塔 -Tower of God- 王子の帰還（キャラクターデザイン）

### 劇場アニメ
2022年
- ブルーサーマル（キャラクターデザイン・総作画監督）

### CM
- 広島ガス「このまち思い物語」（サブキャラクターデザイン）